# Bob Dylan's Greatest Hits
Bob Dylan's Greatest Hits é a primeira compilação do cantor Bob Dylan, lançado a 27 de Março de 1967.
O disco atingiu o nº 10 do Pop Albums.
| Críticas profissionais                                                      | Críticas profissionais |
| Avaliações da crítica                                                       | Avaliações da crítica  |
| Fonte                                                                       | Avaliação              |
| --------------------------------------------------------------------------- | ---------------------- |
| Allmusic                                                                    | [ 2 ]                  |
| Esta tabela precisa de ser acompanhada por texto em prosa. Consulte o guia. |                        |

## Faixas
Todas as faixas por Bob Dylan
1. "Rainy Day Women #12 & 35"
2. "Blowin' in the Wind"
3. "The Times They Are a-Changin''"
4. "It Ain't Me Babe"
5. "Like a Rolling Stone"
6. "Mr. Tambourine Man"
7. "Subterranean Homesick Blues"
8. "I Want You"
9. "Positively 4th Street"
10. "Just Like a Woman"